# Sanjar Asfendiyarov
Sanjar Dzhafarovich Asfendiyarov (kazajo: Санжар Сейітжафарұлы Аспандияр) (Taskent, 20 de octubre de 1889 - Almaty, 25 de febrero de 1938) fue un intelectual y político kazajo, asesinado durante la Gran Purga .

## Primeros años
Asfendiyarov, descendiente de Abul Khair Khan, nació en Taskent, en entonces parte del Imperio ruso, donde su padre trabajaba como traductor militar. En 1912, se graduó de la Academia Militar de Medicina de San Petersburgo. A principios de la Primera Guerra Mundial, ejerció como médico de tropa, hasta que fue hecho prisionero por los alemanes Prusia Oriental en diciembre de 1914, y permaneció en varios campos de concentración hasta diciembre de 1915, cuando pudo volver a San Petersburgo a través de Suecia, durante un intercambio de prisioneros organizado por la Cruz Roja Internacional. Después de la Revolución de febrero de 1917, fue elegido miembro del soviet regional de trabajadores y soldados de Bujará. En 1918, se unió a las filas del Ejército Rojo en la guerra contra el Emirato de Bujará. Se unió al Partido Comunista (bolchevique) en 1919.
Entre 1919 y 1920 y entre 1923 y 1924, Asfendiyarov trabajó en la República Autónoma Socialista Soviética de Turkestán, como Comisario del Pueblo para la Salud, en Agricultura entre 1921 y 1922, y como secretario del Comité Central del Partido Comunista de Turkestán, y miembro de la oficina de Asia Central del Partido Comunista de Toda Rusia.

## Carrera académica
Entre 1927y 1928, Asfendiyarov fue director del Instituto de Estudios Orientales N.N. Narymanov, y entre 1927 y 1928, fue simultáneamente profesor en la Universidad Estatal de Moscú.
Desde 1928, residió en Kazajistán, donde fundó una escuela de formación de profesores local (actual Universidad Nacional Pedagógica Abay Kazakh), y entre 1931 y 1933 fue rector del Instituto Médico de Almaty (actual Instituto Nacional de Medicina S.F. Asfendiyarov, nombrado póstumamente en su honor). Realizó una enorme labor en la prevención de enfermedades contagiosas, otorgando atención médica gratuita a la población de la república, y ayudó con la erradicación de la tuberculosis, la viruela, la peste y enfermedades de la piel.

## Arresto y ejecución
El 22 de agosto de 1937, Asfendiyarov fue arrestado en Moscú, y expulsado del Partido Comunista el 27 de septiembre, acusado de ser un "nacionalista constrarrevolucionario". Fue trasladado a Almaty, donde fue aislado temporalmente. Fue sentenciado a muerte y ejecutado por fusilamiento, el 25 de febrero de 1938.

## Rehabilitación
El 26 de mayo de 1958, Asfendiyarov fue rehabilitado por decisión de la Corte Suprema de la Unión Soviética. En 1962, la Calle Naberezhnaya, en Almaty, pasó a llamarse Calle S. Afendiyarov. En su honor, el 11 de enero de 1989, el gobierno de la República de Kazajistán cambió el nombre del Instituto Médico de Almaty.

## Obras publicadas
- Las razones de la fundación del Islam (1928)
- Historia de Kazajistán (1935)
- El pasado de Kazajistán en las fuentes y materiales (junto con P.A. Kunte, en dos volúmenes, 1935-1936)
- Revuelta de liberación nacional de 1916 en Kazajistán (monografía, 1936)

Asfendiyarov hablaba fluidamente ruso, inglés, francés, e idiomas latinos y orientales.